# 1184 Gaea
Az 1184 Gaea (korábbi nevén 1926 RE) a Naprendszer kisbolygóövében található aszteroida. Karl Wilhelm Reinmuth fedezte fel 1926. szeptember 5-én, Heidelbergben.

## Kapcsolódó szócikk
- Kisbolygók listája